# کم ژیگاندی
کَـم ژیگاندِی (انگلیسی: Cam Gigandet؛ زاده ۱۶ اوت ۱۹۸۲) بازیگر اهل ایالات متحده آمریکا است.
از فیلم‌های معروف او می‌توان به بازی در فیلم تعدی، سواری مجانی، آسمان سرخ و هم‌اتاقی اشاره کرد.